# Émile Abel-Bernard
Émile Abel-Bernard est un homme politique français né à Arles, dans les Bouches-du-Rhône, le 21 novembre 1860, et mort à Neuilly-sur-Seine, dans la Seine, le 12 décembre 1909.

## Biographie
Émile Abel-Bernard est avocat à la Cour d'appel de Paris. Il préside également plusieurs sociétés littéraires et scientifiques et est notamment membre de la Société d'agriculture.
Il est maire de la commune provençale de Cadenet, située dans le département de Vaucluse, entre 1896 et 1909.
Il se présente aux élections législatives de 1898 et est élu au deuxième tour en battant le député sortant Eugène Reboulin. Durant ce mandat, il est notamment rapporteur d'un projet de loi concernant les taxes de remplacement des droits d'octroi de Roubaix (1901).
Réélu aux élections de 1902 et de 1906, il s'intéresse en particulier aux questions viticoles, notamment aux fraudes sur les vins et au régime des spiritueux (1904 et 1905).
Il est membre de diverses commissions : des octrois, des associations et des congrégations, du commerce, des affaires extérieures et du travail. Il était l'auteur d'une proposition de loi tendant à la création d'un ministère du Travail. Il est également secrétaire de la Chambre de 1904 à 1906, et membre élu du Conseil supérieur du travail.

### Sources
- Adolphe Robert et Gaston Cougny, Dictionnaire des Parlementaires français, Paris, Dourloton, 1889